# Алгебраическое выражение
Алгебраическим выражением называется одна или несколько алгебраических величин (чисел и переменных), связанных между собой знаками арифметических операций: сложения, вычитания, умножения и деления, а также извлечения корня и возведения в степень (причём показатели корня и степени должны обязательно быть целыми числами) и знаками последовательности применения этих операций (обычно скобками различного вида). Количество величин, входящих в алгебраическое выражение, должно быть конечным.
Алгебраическое выражение — понятие синтаксическое, то есть нечто является алгебраическим выражением тогда и только тогда, когда подчиняется формальным грамматическим правилам. Если же переменные в алгебраическом выражении считать параметрами, то оно обретает смысл алгебраической функции.

## Способы записи
Пример алгебраического выражения в строгой записи, где порядок вычислений однозначно определяется скобками и операции не имеют приоритета друг перед другом:
{\displaystyle (x/(y+1))+(5\times (z^{(2^{2})}))}
Для сокращения записи в большинстве областей математики принято вводить приоритеты операций и опускать некоторые скобки и знаки умножения. В таком виде выражение будет выглядеть следующим образом:
{\displaystyle x/(y+1)+5z^{2^{2}}}
или, с использованием нотации простых дробей:
{\displaystyle {\frac {x}{y+1}}+5z^{2^{2}}}

## Частные случаи
- В случае, если корень в алгебраическом выражении с ненулевым количеством переменных не используется, оно называется рациональной функцией.
- В случае, если корни в алгебраическом выражении извлекаются из других выражений, также содержащих корни, эти внутренние корни называются вложенными радикалами.